# جميلة وودز
جميلة وودز (بالإنجليزية: Jamila Woods)‏ هي كاتِبة وشاعرة أمريكية، ولدت في 6 أكتوبر 1989 في الولايات المتحدة.

## وصلات خارجية
- الموقع الرسمي
- جميلة وودز على موقع IMDb (الإنجليزية)
- جميلة وودز على موقع ميوزك برينز (الإنجليزية)
- جميلة وودز على موقع أول ميوزيك (الإنجليزية)
- جميلة وودز على موقع ديسكوغز (الإنجليزية)